# A New Hope
| Críticas profissionais | Críticas profissionais |
| Avaliações da crítica  | Avaliações da crítica  |
| Fonte                  | Avaliação              |
| ---------------------- | ---------------------- |
| AbsolutePunk.net       | (60%)                  |
| Alternative Press      | [ 5 ]                  |
| allmusic               | (sem avaliação)        |

A New Hope é o segundo álbum de estúdio da banda norte-americana Vanna, lançado em 24 de março de 2009.

## Faixas
Todas as faixas por Vanna.
1. "Let's Have An Earthquake" — 1:22
2. "Into Hell's Mouth We March" — 3:01
3. "The Same Graceful Wind" — 3:57
4. "Like Changing Seasons" — 3:50
5. "Trashmouth" — 2:30
6. "Safe to Say" — 4:01
7. "We Are Nameless" — 3:52
8. "Sleepwalker" — 3:48
9. "Where We Are Now" — 4:07
10. "Ten Arms" — 4:02
11. "Life and Limb" — 3:55
12. "The Sun Sets Here" — 3:58

## Desempenho nas paradas musicais
| Parada musical (2009)            | Posição |
| -------------------------------- | ------- |
| Estados Unidos - Top Heatseekers | 31      |

## Créditos
- Chris Preece — Vocal
- Nick Lambert — Guitarra
- Evan Pharmakis — Guitarra, vocal
- Shawn Marquis — Baixo, vocal
- Chris Campbell — Bateria